# Coramage
Eine Coramage (von lat. coram, „angesichts, in Gegenwart von“, mit franz. Abstraktendung -age), auch das Coramieren, war in den Regelwerken zur Durchführung von Duellen (vor allem im studentischen Bereich) vom 18. Jahrhundert bis in die ersten Jahrzehnte des 20. Jahrhunderts eine persönliche Befragung eines eventuellen Beleidigers.

## Regularien für die Coramage
In der Regel wurde nach einer Ehrverletzung oder Beleidigung und vor der Überbringung einer Forderung zu einem Duell verlangt, dass der sich beleidigt Fühlende oder als Beauftragter ein so genannter Kartellträger (früher auch „Beschicksperson“, Plural: „Beschicksleute“) den vermuteten Beleidiger persönlich befragte, ob eine Ehrverletzung beabsichtigt war. Erst wenn dies bestätigt wurde, konnte eine Forderung ausgesprochen werden.
In studentischen Comments war es teilweise üblich, „commentgemäße“ Beleidigungen aufzulisten, bei deren Aussprechen eine beleidigende Absicht zweifelsfrei angenommen werden konnte. In einem solchen Fall war eine Befragung des Beleidigers nicht nötig.
Wenn der Befragte bei einer Coramage eine beleidigende Absicht verneinte oder eine Revokation (Zurücknahme der Beleidigung) aussprach, was er ohne Beschädigung seiner eigenen Ehre tun konnte, durfte eine Forderung nicht erfolgen. Eine Deprekation („Abbitte“, also Entschuldigung) wurde vom vermuteten Beleidiger bei einer Coramage nicht verlangt. Eine ausweichende Antwort war in der Regel ausdrücklich verboten.
Die korrekte Durchführung dieser Formalien musste von einem Ehrengericht festgestellt werden, bevor es seine Zustimmung zu einem Duell geben konnte.
Die Pflicht zur Coramage und die Notwendigkeit der Genehmigung eines Duells durch ein Ehrengericht sollten Ehrenstreitigkeiten auf ein Mindestmaß reduzieren und einen Missbrauch des Ehrenkodexes verhindern.

## Coramage in der Belletristik
E.T.A. Hoffmann hat in seinen Lebensansichten des Katers Murr von 1821 auch Erinnerungen an seine Studentenzeit in Königsberg um 1795 verarbeitet, jedoch verlegte er die Abenteuer in die Welt der Katzen und verfremdete das Geschehen dadurch. In einem Kapitel schildert er die Auseinandersetzung mit einem ehemaligen Soldaten um eine junge Dame, die schließlich zu einem Duell eskalierte. Vorher wurde „koramiert“, jedoch nicht sehr commentgemäß:

„In der Tat dauerte es nicht lange, so kam der Bunte wieder trotzig zurück und maß schon von weitem mich mit verächtlichen Blicken. Ich trat ihm herzhaft und keck entgegen, wir gingen so hart aneinander vorüber, daß unsere Schweife sich unsanft berührten. Sogleich blieb ich stehen, drehte mich um und sprach mit fester Stimme: »Mau!« – Er blieb ebenfalls stehen, drehte sich um und erwiderte trotzig: »Mau!« – Dann ging ein jeder seinen Weg.

»Das war Tusch«, rief Muzius ganz zornig aus, »ich werde den bunten trotzigen Kerl morgen koramieren.«

Muzius begab sich den andern Morgen zu ihm hin und fragte ihn in meinem Namen, ob er meinen Schweif berührt. Er ließ mir erwidern, er hätte meinen Schweif berührt. Darauf ich, habe er meinen Schweif berührt, so müsse ich das für Tusch nehmen. Darauf er, ich könne es nehmen, wie ich wollte. Darauf ich, ich nehme es für Tusch. Darauf er, ich sei gar nicht imstande zu beurteilen, was Tusch sei. Darauf ich, ich wisse das sehr gut und besser als er. Darauf er, ich sei nicht der Mann dazu, daß er mich tuschieren solle. Darauf ich nochmals, ich nehme es aber für Tusch. Darauf er, ich sei ein dummer Junge. Darauf ich, um mich in Avantage zu setzen, wenn ich ein dummer Junge sei, so sei er ein niederträchtiger Spitz! – Dann kam die Ausforderung.“